# Sykidion
Sykidion, rod zelenih algi iz porodice Sykidiacaeae. Priznate su pet vrste, tri slatkovodne, i dvije morske; tipična je morska alga Sykidion dyeri.
Rod je nekada uključivan u porodicu Characiaceae, a 2021. za njega je osnovana zasebna porodica i red.

## Vrste
1. Sykidion droebakense Wille
2. Sykidion dyeri E.P.Wright - tip
3. Sykidion gomphonematis K.I.Meyer
4. Sykidion marinum (Shin Watanabe & al.) Darienko & al.
5. Sykidion praecipitans (Tschermak-Woess) Komárek